# 박경애 (탁구 선수)
박경애(朴境愛,1981~2000)는 대한민국 대한항공 소속의 탁구 선수. 1995년 5월의 중화인민공화국 텐진 세계선수권대회에서 단체전 주전으로 은메달 획득했다.

## 참고 자료
- 1995.6.7(수요일)경향신문